# 大久保对囊蕨
大久保对囊蕨（学名：Deparia okuboana）也称华中介蕨，为蹄盖蕨科对囊蕨属下的一个种。